# Dálniční poplatek
Jako dálniční poplatek se označuje poplatek za užívání dálnic a rychlostních komunikací. Ve většině zemí není totožný ani zaměnitelný se silniční daní.
Obecně se rozlišuje:
- poplatek dle času
- poplatek dle vzdálenosti
- poplatek dle hmotnosti vozidla

## Dálniční poplatky v ČR
V České republice byly zavedeny dálniční poplatky 1. ledna 1995 na základě zákona č. 134/1994 Sb., v současnosti je upravuje zákon č. 13/1997 Sb. Do roku 2007 existoval jen časový poplatek, od té doby platí vozidla nad 12 tun mýtné. Tato vozidla platí od roku 2008 mýtné i na vybraných úsecích silnic I. třídy. Vozidla nad 3,5 tuny a pod 12 tun platí mýtné od roku 2010. 

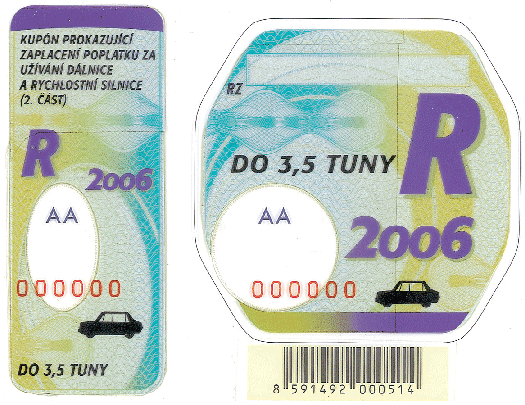
Roční známka na rok 2006 pro vozidla do 3,5 tuny

### Časový poplatek
Časový poplatek platí všechna vozidla do 3,5 t s výjimkou vozidel osvobozených od poplatku. K prodeji jsou roční, měsíční a desetidenní dálniční známky.

#### Elektronická dálniční známka

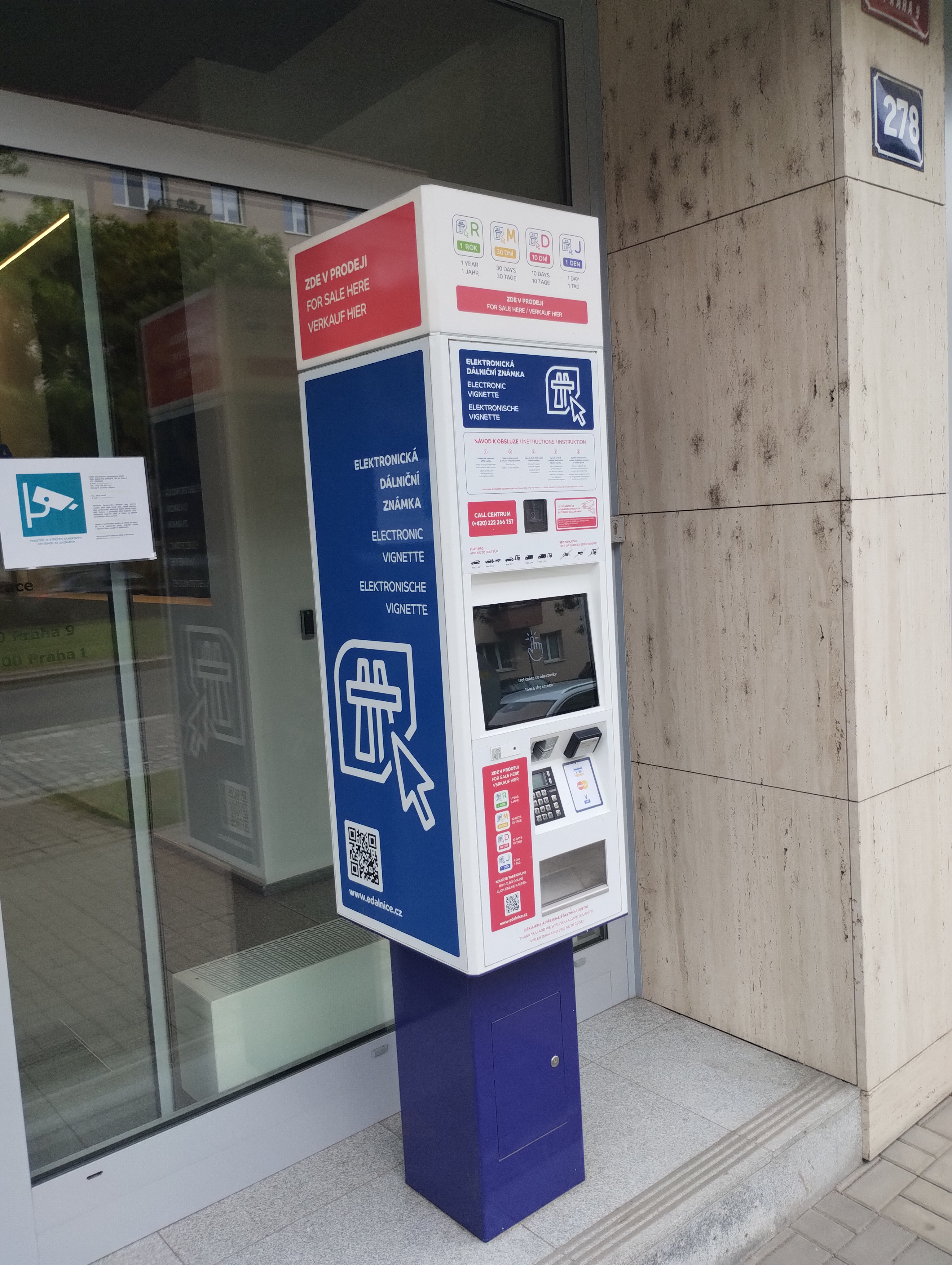
Automat na prodej elektronických známek

Dne 1. prosince 2020 byl spuštěn e-shop pro prodej elektronických dálničních známek, které nahradily fyzické dálniční známky. Elektronické dálniční známky lze koupit na portálu edalnice.cz, na pobočkách České pošty, na čerpacích stanicích EuroOil, případně v samoobslužných kioscích, které jsou umístěné v příhraničních oblastech.
Elektronickou dálniční známku lze koupit až 90 dní předem. Na rozdíl od fyzických známek platí roční dálniční známka nikoli pouze daný kaledářní rok, ve kterém byla zakoupena, ale 365 dní od začátku platnosti nehledě na začátek roku.
V případě koupě přes e-shop lze známku zaplatit platební kartou nebo převodem na bankovní účet. V případě platby převodem začne známka platit až po doručení potvrzení o úhradě (až 5 dnů).
Při koupi dálniční známky s okamžitou platností již nelze změnit zadané údaje, pouze při koupi na obchodním místě lze do 15 minut chybné údaje změnit.

#### Slevy a osvobození od poplatku
Pro vozidla, která mají pohon na CNG nebo na biometan, platí 50% sleva na dálniční známku, platí tedy 750 Kč za roční, 220 Kč za měsíční a 155 Kč za desetidenní dálniční známku.
Od dálničního poplatku jsou osvobozena tato vozidla:
- vozidla přepravující osoby s českým průkazem ZTP nebo ZTP/P
- vozidla na elektrickou energii, vodík nebo hybridní pohon (s emisemi CO2 nižšími než 50 g/km)
- vozidla přepravující nezaopatřené děti se zhoubným nádorem nebo hemoblastózou
- historická vozidla se zvláštní SPZ a průkazem historického vozidla

#### Platnost fyzických známek
Platnost roční nálepky byla od 1. prosince předchozího roku do 31. ledna následujícího roku. Jen nálepka na rok 2006 platila pouze do 31. prosince 2006 – platnost byla v průběhu roku zkrácena vzhledem k zavádění mýtného pro vozidla s hmotností nad 12 tun (a omylem se toto zkrácení týkalo i ostatních vozidel).
Na dálniční známce musela být napsaná registrační značka vozidla, stejně tak na kontrolním kupónu, který bylo nutné při případné kontrole předkládat. V případě potřeby bylo možné nechat si (např. na některých pobočkách České pošty) dálniční známku za manipulační poplatek vyměnit – například při výměně čelního skla, ale ověřeno i při výměně automobilu.

#### Vývoj cen dálničního poplatku v ČR
Ceny dálničních poplatků od roku 1995 do současnosti.
| Rok  | Roční do 3,5 t | Roční nad 3,5 t | Roční nad 12 t | 2měsíční do 3,5 t | 2měsíční nad 3,5 t | 2měsíční nad 12 t | Měsíční do 3,5 t | Měsíční nad 3,5 t | Měsíční nad 12 t | 15denní do 3,5 t | 15denní nad 3,5 t | 15denní nad 12 t | 10denní do 3,5 t | 10denní nad 3,5 t | 10denní nad 12 t | Týdenní do 3,5 t | Týdenní nad 3,5 t | 1denní nad 12 t | 1denní do 3,5t |
| ---- | -------------- | --------------- | -------------- | ----------------- | ------------------ | ----------------- | ---------------- | ----------------- | ---------------- | ---------------- | ----------------- | ---------------- | ---------------- | ----------------- | ---------------- | ---------------- | ----------------- | --------------- | -------------- |
| 1995 | 400 Kč         | 1 000 Kč        | 2 000 Kč       | —                 | —                  | —                 | —                | —                 | —                | —                | —                 | —                | —                | —                 | —                | —                | —                 | —               |                |
| 1996 | 400 Kč         | 1 000 Kč        | 2 000 Kč       | —                 | —                  | —                 | —                | —                 | —                | —                | —                 | —                | —                | —                 | —                | —                | —                 | —               |                |
| 1997 | 400 Kč         | 1 000 Kč        | 2 000 Kč       | —                 | —                  | —                 | —                | —                 | —                | —                | —                 | —                | —                | —                 | —                | —                | —                 | —               |                |
| 1998 | 800 Kč         | 2 000 Kč        | 4 000 Kč       | —                 | —                  | —                 | —                | —                 | —                | —                | —                 | —                | —                | —                 | —                | —                | —                 | —               |                |
| 1999 | 800 Kč         | 4 000 Kč        | 8 000 Kč       | —                 | —                  | —                 | —                | —                 | —                | —                | —                 | —                | —                | —                 | —                | —                | —                 | —               |                |
| 2000 | 800 Kč         | 6 000 Kč        | 12 000 Kč      | —                 | —                  | —                 | 200 Kč           | 800 Kč            | 1 600 Kč         | —                | —                 | —                | 100 Kč           | 300 Kč            | 600 Kč           | —                | —                 | —               |                |
| 2001 | 800 Kč         | 6 000 Kč        | 12 000 Kč      | —                 | —                  | —                 | 200 Kč           | 1 000 Kč          | 2 000 Kč         | —                | —                 | —                | 100 Kč           | 400 Kč            | 800 Kč           | —                | —                 | 300 Kč          |                |
| 2002 | 800 Kč         | 6 000 Kč        | 12 000 Kč      | —                 | —                  | —                 | 200 Kč           | 1 000 Kč          | 2 000 Kč         | —                | —                 | —                | 100 Kč           | 400 Kč            | 800 Kč           | —                | —                 | 300 Kč          |                |
| 2003 | 800 Kč         | 6 000 Kč        | 12 000 Kč      | —                 | —                  | —                 | 200 Kč           | 1 000 Kč          | 2 000 Kč         | —                | —                 | —                | 100 Kč           | 400 Kč            | 800 Kč           | —                | —                 | 300 Kč          |                |
| 2004 | 900 Kč         | 7 000 Kč        | 14 000 Kč      | —                 | —                  | —                 | 250 Kč           | 1 200 Kč          | 2 300 Kč         | —                | —                 | —                | 150 Kč           | 450 Kč            | 900 Kč           | —                | —                 | 250 Kč          |                |
| 2005 | 900 Kč         | 7 000 Kč        | 14 000 Kč      | 300 Kč            | 1 750 Kč           | 3 500 Kč          | —                | —                 | —                | 200 Kč           | 650 Kč            | 1 300 Kč         | —                | —                 | —                | —                | —                 | 250 Kč          |                |
| 2006 | 900 Kč         | 7 000 Kč        | 14 000 Kč      | 300 Kč            | 1 750 Kč           | 3 500 Kč          | —                | —                 | —                | 200 Kč           | 650 Kč            | 1 300 Kč         | —                | —                 | —                | —                | —                 | 250 Kč          |                |
| 2007 | 900 Kč         | 7 000 Kč        | Mýtné          | —                 | —                  | Mýtné             | 300 Kč           | 1 750 Kč          | Mýtné            | —                | —                 | Mýtné            | —                | —                 | Mýtné            | 200 Kč           | 650 Kč            | Mýtné           |                |
| 2008 | 1 000 Kč       | 8 000 Kč        | Mýtné          | —                 | —                  | Mýtné             | 330 Kč           | 2 000 Kč          | Mýtné            | —                | —                 | Mýtné            | —                | —                 | Mýtné            | 220 Kč           | 750 Kč            | Mýtné           |                |
| 2009 | 1 000 Kč       | 8 000 Kč        | Mýtné          | —                 | —                  | Mýtné             | 330 Kč           | 2 000 Kč          | Mýtné            | —                | —                 | Mýtné            | —                | —                 | Mýtné            | 220 Kč           | 750 Kč            | Mýtné           |                |
| 2010 | 1 200 Kč       | Mýtné           | Mýtné          | —                 | Mýtné              | Mýtné             | 350 Kč           | Mýtné             | Mýtné            | —                | Mýtné             | Mýtné            | 250 Kč           | Mýtné             | Mýtné            | —                | Mýtné             | Mýtné           |                |
| 2011 | 1 200 Kč       | Mýtné           | Mýtné          | —                 | Mýtné              | Mýtné             | 350 Kč           | Mýtné             | Mýtné            | —                | Mýtné             | Mýtné            | 250 Kč           | Mýtné             | Mýtné            | —                | Mýtné             | Mýtné           |                |
| 2012 | 1 500 Kč       | Mýtné           | Mýtné          | —                 | Mýtné              | Mýtné             | 440 Kč           | Mýtné             | Mýtné            | —                | Mýtné             | Mýtné            | 310 Kč           | Mýtné             | Mýtné            | —                | Mýtné             | Mýtné           |                |
| 2013 | 1 500 Kč       | Mýtné           | Mýtné          | —                 | Mýtné              | Mýtné             | 440 Kč           | Mýtné             | Mýtné            | —                | Mýtné             | Mýtné            | 310 Kč           | Mýtné             | Mýtné            | —                | Mýtné             | Mýtné           |                |
| 2014 | 1 500 Kč       | Mýtné           | Mýtné          | —                 | Mýtné              | Mýtné             | 440 Kč           | Mýtné             | Mýtné            | —                | Mýtné             | Mýtné            | 310 Kč           | Mýtné             | Mýtné            | —                | Mýtné             | Mýtné           |                |
| 2015 | 1 500 Kč       | Mýtné           | Mýtné          | —                 | Mýtné              | Mýtné             | 440 Kč           | Mýtné             | Mýtné            | —                | Mýtné             | Mýtné            | 310 Kč           | Mýtné             | Mýtné            | —                | Mýtné             | Mýtné           |                |
| 2016 | 1 500 Kč       | Mýtné           | Mýtné          | —                 | Mýtné              | Mýtné             | 440 Kč           | Mýtné             | Mýtné            | —                | Mýtné             | Mýtné            | 310 Kč           | Mýtné             | Mýtné            | —                | Mýtné             | Mýtné           |                |
| 2017 | 1 500 Kč       | Mýtné           | Mýtné          | —                 | Mýtné              | Mýtné             | 440 Kč           | Mýtné             | Mýtné            | —                | Mýtné             | Mýtné            | 310 Kč           | Mýtné             | Mýtné            | —                | Mýtné             | Mýtné           |                |
| 2018 | 1 500 Kč       | Mýtné           | Mýtné          | —                 | Mýtné              | Mýtné             | 440 Kč           | Mýtné             | Mýtné            | —                | Mýtné             | Mýtné            | 310 Kč           | Mýtné             | Mýtné            | —                | Mýtné             | Mýtné           |                |
| 2019 | 1 500 Kč       | Mýtné           | Mýtné          | —                 | Mýtné              | Mýtné             | 440 Kč           | Mýtné             | Mýtné            | —                | Mýtné             | Mýtné            | 310 Kč           | Mýtné             | Mýtné            | —                | Mýtné             | Mýtné           |                |
| 2020 | 1 500 Kč       | Mýtné           | Mýtné          | —                 | Mýtné              | Mýtné             | 440 Kč           | Mýtné             | Mýtné            | —                | Mýtné             | Mýtné            | 310 Kč           | Mýtné             | Mýtné            | —                | Mýtné             | Mýtné           |                |
| 2021 | 1 500 Kč       | Mýtné           | Mýtné          | —                 | Mýtné              | Mýtné             | 440 Kč           | Mýtné             | Mýtné            | —                | Mýtné             | Mýtné            | 310 Kč           | Mýtné             | Mýtné            | —                | Mýtné             | Mýtné           |                |
| 2022 | 1 500 Kč       | Mýtné           | Mýtné          | —                 | Mýtné              | Mýtné             | 440 Kč           | Mýtné             | Mýtné            | —                | Mýtné             | Mýtné            | 310 Kč           | Mýtné             | Mýtné            | —                | Mýtné             | Mýtné           |                |
| 2023 | 1 500 Kč       | Mýtné           | Mýtné          | —                 | Mýtné              | Mýtné             | 440 Kč           | Mýtné             | Mýtné            | —                | Mýtné             | Mýtné            | 310 Kč           | Mýtné             | Mýtné            | —                | Mýtné             | Mýtné           |                |
| 2024 | 2 300 Kč       |                 |                |                   |                    |                   | 430 Kč           |                   |                  |                  |                   |                  | 270 Kč           |                   |                  |                  |                   |                 | 200 Kč         |
| 2025 | 2 440 Kč       |                 |                |                   |                    |                   | 460 Kč           |                   |                  |                  |                   |                  | 290 Kč           |                   |                  |                  |                   |                 | 210 Kč         |

Důvodem dvojnásobného navýšení cen mezi roky 1997–1998 byla potřeba získat prostředky na opravu komunikací po povodních 1997. Toto navýšení bylo vládou deklarováno jako dočasné opatření.[zdroj?] Ministr dopravy Martin Říman obhajoval navýšení ceny rozšířením české dálniční sítě a růstem nákladů na její údržbu.

### Nezpoplatněné úseky
SFDI zveřejnil mapu zpoplatněných úseků. Rozsah zpoplatnění dálnic je u časového poplatku menší než u mýtného. Časovým poplatkem nejsou zpoplatněny například některé úseky dálnic vedoucí kolem velkých měst sloužící jako jejich obchvaty.
| Dálnice     | Úsek | Poznámka                        |
| ----------- | --- | ------------------------------- |
| Dálnice D0  | D7 – ulice K Barrandovu (exit 16 – exit 26) Satalice–Běchovice (exit 58 – exit 63) |                                 |
| Dálnice D1  | Spořilov–Chodov (exit 1 – exit 2) Kývalka–Holubice (exit 182 – exit 210) Kroměříž-západ – Kroměříž-východ (exit 258 – exit 260) Ostrava-Rudná – státní hranice CZ/PL (exit 354 – km 372) |                                 |
| Dálnice D2  | D1 – Chrlice (km 0 – exit 3) odpočívka Lanžhot – státní hranice CZ/SK (km 55 – km 61) | Pouze ve směru do Brna          |
| Dálnice D3  | Čekanice–Měšice (exit 76 – exit 79) Veselí nad Lužnicí-sever – Veselí nad Lužnicí-jih (km 104 – km 107)                                                                                  |                                 |
| Dálnice D5  | Beroun-východ – Beroun-západ (exit 14 – exit 22) Ejpovice–Sulkov (exit 67 – exit 89) odpočívka Rozvadov – státní hranice CZ/DE (km 149 – km 151)                                         | Pouze ve směru do Plzně         |
| Dálnice D6  | Praha–Jeneč (exit 1 – exit 7) Lubenec–Bošov (km 75 – exit 83) Karlovy Vary – Cheb-sever (km 131 – exit 169)                                                                              |                                 |
| Dálnice D7  | Praha–Kněževes (exit 2 – exit 3) Panenský Týnec – Sulec (km 34 – km 40) Postoloprty–Spořice (exit 56 – exit 78)                                                                          |                                 |
| Dálnice D8  | Řehlovice–Knínice (exit 65 – exit 80) Knínice – státní hranice CZ/DE (exit 80 – km 92)                                                                                                   | Pouze ve směru do Ústí n. Labem |
| Dálnice D10 | Praha – Stará Boleslav (km 0 – exit 14) Bezděčín – Mladá Boleslav-sever (exit 39 – exit 46)                                                                                              |                                 |
| Dálnice D11 | Praha–Jirny (exit 1 – exit 8) |                                 |
| Dálnice D35 | Olomouc – Olomouc-jih (km 264 – exit 276) |                                 |
| Dálnice D46 | Prostějov-jih – Držovice (exit 21 – exit 26) Hněvotín – Olomouc-Slavonín (km 37 – km 39)                                                                                                 |                                 |
| Dálnice D48 | Frýdek-Místek východ – Dobrá (exit 52 – exit 54) |                                 |
| Dálnice D52 | obchvat Pohořelic (km 23 – km 26) |                                 |
| Dálnice D55 | obchvat Otrokovic (km 30 – km 32) |                                 |
| Dálnice D56 | Hrabová, průmyslová zóna (exit 39 – exit 40) |                                 |

### Mýtné
Sazby zůstávaly od zavedení mýtného v roce 2007 stejné. Od února 2010 byly sazby zvýšeny pro pátek od 15.00 hod. do 21.00 a mírně sníženy pro ostatní dobu v týdnu. Je placeno vozidly nad 3,5 tuny. Od 1. ledna 2021 jsou stanoveny nové sazby mýtného a jsou členěny podle následujících parametrů:
- kategorie pozemní komunikace (dálnice, silnice I. třídy)
- kategorie motorového vozidla
- emisní třída motorového vozidla
- největší povolené hmotnosti vozidla nebo jízdní soupravy
- počet náprav vozidla nebo jízdní soupravy
- období dne

V tabulce je aktuální ceník platný od 1. 1. 2021.

#### Dálnice
Vozidla nad 3,5 t bez kategorií M2 a M3 od 05:00 do 22:00 hodin
| Sazby mýtného (Kč/km)      | Sazby mýtného (Kč/km) | Sazby mýtného (Kč/km) | Sazby mýtného (Kč/km) | Sazby mýtného (Kč/km) | Sazby mýtného (Kč/km) | Sazby mýtného (Kč/km) | Sazby mýtného (Kč/km) | Sazby mýtného (Kč/km) | Sazby mýtného (Kč/km) | Sazby mýtného (Kč/km) | Sazby mýtného (Kč/km) | Sazby mýtného (Kč/km) | Sazby mýtného (Kč/km) | Sazby mýtného (Kč/km) | Sazby mýtného (Kč/km) | Sazby mýtného (Kč/km) |
| Největší povolená hmotnost | Emisní třída          | Emisní třída          | Emisní třída          | Emisní třída          | Emisní třída          | Emisní třída          | Emisní třída          | Emisní třída          | Emisní třída          | Emisní třída          | Emisní třída          | Emisní třída          | Emisní třída          | Emisní třída          | Emisní třída          | Emisní třída          |
| -------------------------- | --------------------- | --------------------- | --------------------- | --------------------- | --------------------- | --------------------- | --------------------- | --------------------- | --------------------- | --------------------- | --------------------- | --------------------- | --------------------- | --------------------- | --------------------- | --------------------- |
| Největší povolená hmotnost | Euro 0–4              | Euro 0–4              | Euro 0–4              | Euro 0–4              | Euro 5 a EEV          | Euro 5 a EEV          | Euro 5 a EEV          | Euro 5 a EEV          | Euro 6                | Euro 6                | Euro 6                | Euro 6                | CNG / BIO (Euro 6)    | CNG / BIO (Euro 6)    | CNG / BIO (Euro 6)    | CNG / BIO (Euro 6)    |
| Největší povolená hmotnost | Počet náprav          |                       |                       |                       |                       |                       |                       |                       |                       |                       |                       |                       |                       |                       |                       |                       |
| Největší povolená hmotnost | 2                     | 3                     | 4                     | 5 a více              | 2                     | 3                     | 4                     | 5 a více              | 2                     | 3                     | 4                     | 5 a více              | 2                     | 3                     | 4                     | 5 a více              |
| 3,5 – 7,5 t                | 0,056                 | 0,076                 | 0,096                 | 0,116                 | 0,048                 | 0,064                 | 0,081                 | 0,099                 | 0,044                 | 0,060                 | 0,076                 | 0,092                 | 0,042                 | 0,056                 | 0,071                 | 0,086                 |
| 7,5 – 12 t                 | 1,163                 | 1,563                 | 1,983                 | 2,408                 | 0,985                 | 1,324                 | 1,680                 | 2,040                 | 0,918                 | 1,234                 | 1,566                 | 1,901                 | 0,861                 | 1,157                 | 1,468                 | 1,782                 |
| > 12 t                     | 3,045                 | 4,091                 | 5,191                 | 6,295                 | 2,580                 | 3,466                 | 4,398                 | 5,333                 | 2,404                 | 3,230                 | 4,099                 | 4,969                 | 2,253                 | 3,028                 | 3,842                 | 4,657                 |

Vozidla nad 3,5 t bez kategorií M2 a M3 od 22:00 do 05:00 hodin
| Sazby mýtného (Kč/km)      | Sazby mýtného (Kč/km) | Sazby mýtného (Kč/km) | Sazby mýtného (Kč/km) | Sazby mýtného (Kč/km) | Sazby mýtného (Kč/km) | Sazby mýtného (Kč/km) | Sazby mýtného (Kč/km) | Sazby mýtného (Kč/km) | Sazby mýtného (Kč/km) | Sazby mýtného (Kč/km) | Sazby mýtného (Kč/km) | Sazby mýtného (Kč/km) | Sazby mýtného (Kč/km) | Sazby mýtného (Kč/km) | Sazby mýtného (Kč/km) | Sazby mýtného (Kč/km) |
| Největší povolená hmotnost | Emisní třída          | Emisní třída          | Emisní třída          | Emisní třída          | Emisní třída          | Emisní třída          | Emisní třída          | Emisní třída          | Emisní třída          | Emisní třída          | Emisní třída          | Emisní třída          | Emisní třída          | Emisní třída          | Emisní třída          | Emisní třída          |
| -------------------------- | --------------------- | --------------------- | --------------------- | --------------------- | --------------------- | --------------------- | --------------------- | --------------------- | --------------------- | --------------------- | --------------------- | --------------------- | --------------------- | --------------------- | --------------------- | --------------------- |
| Největší povolená hmotnost | Euro 0–4              | Euro 0–4              | Euro 0–4              | Euro 0–4              | Euro 5 a EEV          | Euro 5 a EEV          | Euro 5 a EEV          | Euro 5 a EEV          | Euro 6                | Euro 6                | Euro 6                | Euro 6                | CNG / BIO (Euro 6)    | CNG / BIO (Euro 6)    | CNG / BIO (Euro 6)    | CNG / BIO (Euro 6)    |
| Největší povolená hmotnost | Počet náprav          |                       |                       |                       |                       |                       |                       |                       |                       |                       |                       |                       |                       |                       |                       |                       |
| Největší povolená hmotnost | 2                     | 3                     | 4                     | 5 a více              | 2                     | 3                     | 4                     | 5 a více              | 2                     | 3                     | 4                     | 5 a více              | 2                     | 3                     | 4                     | 5 a více              |
| 3,5 – 7,5 t                | 0,057                 | 0,076                 | 0,096                 | 0,117                 | 0,048                 | 0,064                 | 0,082                 | 0,099                 | 0,045                 | 0,060                 | 0,076                 | 0,093                 | 0,042                 | 0,056                 | 0,072                 | 0,087                 |
| 7,5 – 12 t                 | 1,169                 | 1,571                 | 1,993                 | 2,421                 | 0,992                 | 1,332                 | 1,691                 | 2,053                 | 0,924                 | 1,242                 | 1,576                 | 1,914                 | 0,867                 | 1,165                 | 1,478                 | 1,795                 |
| > 12 t                     | 3,060                 | 4,112                 | 5,218                 | 6,324                 | 2,596                 | 3,487                 | 4,425                 | 5,361                 | 2,420                 | 3,251                 | 4,126                 | 4,997                 | 2,269                 | 3,049                 | 3,869                 | 4,686                 |

Vozidla kategorií M2 a M3 od 05:00 do 22:00 hodin
| Sazby mýtného (Kč/km)      | Sazby mýtného (Kč/km) | Sazby mýtného (Kč/km) | Sazby mýtného (Kč/km) | Sazby mýtného (Kč/km) | Sazby mýtného (Kč/km) | Sazby mýtného (Kč/km) | Sazby mýtného (Kč/km) | Sazby mýtného (Kč/km) |
| Největší povolená hmotnost | Emisní třída          | Emisní třída          | Emisní třída          | Emisní třída          | Emisní třída          | Emisní třída          | Emisní třída          | Emisní třída          |
| -------------------------- | --------------------- | --------------------- | --------------------- | --------------------- | --------------------- | --------------------- | --------------------- | --------------------- |
| Největší povolená hmotnost | Euro 0–4              | Euro 0–4              | Euro 5 a EEV          | Euro 5 a EEV          | Euro 6                | Euro 6                | CNG / BIO (Euro 6)    | CNG / BIO (Euro 6)    |
| Největší povolená hmotnost | Počet náprav          |                       |                       |                       |                       |                       |                       |                       |
| Největší povolená hmotnost | 2                     | 3 a více              | 2                     | 3 a více              | 2                     | 3 a více              | 2                     | 3 a více              |
| 3,5 – 7,5 t                | 0,051                 | 0,068                 | 0,043                 | 0,058                 | 0,040                 | 0,054                 | 0,037                 | 0,050                 |
| 7,5 – 12 t                 | 0,640                 | 0,859                 | 0,542                 | 0,728                 | 0,505                 | 0,679                 | 0,473                 | 0,636                 |
| > 12 t                     | 0,761                 | 1,023                 | 0,645                 | 0,866                 | 0,601                 | 0,807                 | 0,563                 | 0,757                 |

Vozidla kategorií M2 a M3 od 22:00 do 05:00 hodin
| Sazby mýtného (Kč/km)      | Sazby mýtného (Kč/km) | Sazby mýtného (Kč/km) | Sazby mýtného (Kč/km) | Sazby mýtného (Kč/km) | Sazby mýtného (Kč/km) | Sazby mýtného (Kč/km) | Sazby mýtného (Kč/km) | Sazby mýtného (Kč/km) |
| Největší povolená hmotnost | Emisní třída          | Emisní třída          | Emisní třída          | Emisní třída          | Emisní třída          | Emisní třída          | Emisní třída          | Emisní třída          |
| -------------------------- | --------------------- | --------------------- | --------------------- | --------------------- | --------------------- | --------------------- | --------------------- | --------------------- |
| Největší povolená hmotnost | Euro 0–4              | Euro 0–4              | Euro 5 a EEV          | Euro 5 a EEV          | Euro 6                | Euro 6                | CNG / BIO (Euro 6)    | CNG / BIO (Euro 6)    |
| Největší povolená hmotnost | Počet náprav          |                       |                       |                       |                       |                       |                       |                       |
| Největší povolená hmotnost | 2                     | 3 a více              | 2                     | 3 a více              | 2                     | 3 a více              | 2                     | 3 a více              |
| 3,5 – 7,5 t                | 0,051                 | 0,068                 | 0,043                 | 0,058                 | 0,040                 | 0,054                 | 0,038                 | 0,051                 |
| 7,5 – 12 t                 | 0,643                 | 0,864                 | 0,545                 | 0,733                 | 0,508                 | 0,683                 | 0,477                 | 0,641                 |
| > 12 t                     | 0,765                 | 1,028                 | 0,649                 | 0,872                 | 0,605                 | 0,813                 | 0,567                 | 0,762                 |

#### Silnice I. třídy
Vozidla nad 3,5 t bez kategorií M2 a M3 od 05:00 do 22:00 hodin
| Sazby mýtného (Kč/km)      | Sazby mýtného (Kč/km) | Sazby mýtného (Kč/km) | Sazby mýtného (Kč/km) | Sazby mýtného (Kč/km) | Sazby mýtného (Kč/km) | Sazby mýtného (Kč/km) | Sazby mýtného (Kč/km) | Sazby mýtného (Kč/km) | Sazby mýtného (Kč/km) | Sazby mýtného (Kč/km) | Sazby mýtného (Kč/km) | Sazby mýtného (Kč/km) | Sazby mýtného (Kč/km) | Sazby mýtného (Kč/km) | Sazby mýtného (Kč/km) | Sazby mýtného (Kč/km) |
| Největší povolená hmotnost | Emisní třída          | Emisní třída          | Emisní třída          | Emisní třída          | Emisní třída          | Emisní třída          | Emisní třída          | Emisní třída          | Emisní třída          | Emisní třída          | Emisní třída          | Emisní třída          | Emisní třída          | Emisní třída          | Emisní třída          | Emisní třída          |
| -------------------------- | --------------------- | --------------------- | --------------------- | --------------------- | --------------------- | --------------------- | --------------------- | --------------------- | --------------------- | --------------------- | --------------------- | --------------------- | --------------------- | --------------------- | --------------------- | --------------------- |
| Největší povolená hmotnost | Euro 0–4              | Euro 0–4              | Euro 0–4              | Euro 0–4              | Euro 5 a EEV          | Euro 5 a EEV          | Euro 5 a EEV          | Euro 5 a EEV          | Euro 6                | Euro 6                | Euro 6                | Euro 6                | CNG / BIO (Euro 6)    | CNG / BIO (Euro 6)    | CNG / BIO (Euro 6)    | CNG / BIO (Euro 6)    |
| Největší povolená hmotnost | Počet náprav          |                       |                       |                       |                       |                       |                       |                       |                       |                       |                       |                       |                       |                       |                       |                       |
| Největší povolená hmotnost | 2                     | 3                     | 4                     | 5 a více              | 2                     | 3                     | 4                     | 5 a více              | 2                     | 3                     | 4                     | 5 a více              | 2                     | 3                     | 4                     | 5 a více              |
| 3,5 – 7,5 t                | 0,036                 | 0,048                 | 0,061                 | 0,074                 | 0,027                 | 0,037                 | 0,047                 | 0,057                 | 0,024                 | 0,032                 | 0,041                 | 0,050                 | 0,021                 | 0,029                 | 0,036                 | 0,044                 |
| 7,5 – 12 t                 | 0,743                 | 0,998                 | 1,266                 | 1,537                 | 0,565                 | 0,759                 | 0,963                 | 1,170                 | 0,498                 | 0,669                 | 0,849                 | 1,031                 | 0,440                 | 0,592                 | 0,751                 | 0,912                 |
| > 12 t                     | 1,944                 | 2,611                 | 3,314                 | 4,016                 | 1,479                 | 1,987                 | 2,521                 | 3,053                 | 1,303                 | 1,751                 | 2,222                 | 2,689                 | 1,153                 | 1,549                 | 1,965                 | 2,378                 |

Vozidla nad 3,5 t bez kategorií M2 a M3 od 22:00 do 05:00 hodin
| Sazby mýtného (Kč/km)      | Sazby mýtného (Kč/km) | Sazby mýtného (Kč/km) | Sazby mýtného (Kč/km) | Sazby mýtného (Kč/km) | Sazby mýtného (Kč/km) | Sazby mýtného (Kč/km) | Sazby mýtného (Kč/km) | Sazby mýtného (Kč/km) | Sazby mýtného (Kč/km) | Sazby mýtného (Kč/km) | Sazby mýtného (Kč/km) | Sazby mýtného (Kč/km) | Sazby mýtného (Kč/km) | Sazby mýtného (Kč/km) | Sazby mýtného (Kč/km) | Sazby mýtného (Kč/km) |
| Největší povolená hmotnost | Emisní třída          | Emisní třída          | Emisní třída          | Emisní třída          | Emisní třída          | Emisní třída          | Emisní třída          | Emisní třída          | Emisní třída          | Emisní třída          | Emisní třída          | Emisní třída          | Emisní třída          | Emisní třída          | Emisní třída          | Emisní třída          |
| -------------------------- | --------------------- | --------------------- | --------------------- | --------------------- | --------------------- | --------------------- | --------------------- | --------------------- | --------------------- | --------------------- | --------------------- | --------------------- | --------------------- | --------------------- | --------------------- | --------------------- |
| Největší povolená hmotnost | Euro 0–4              | Euro 0–4              | Euro 0–4              | Euro 0–4              | Euro 5 a EEV          | Euro 5 a EEV          | Euro 5 a EEV          | Euro 5 a EEV          | Euro 6                | Euro 6                | Euro 6                | Euro 6                | CNG / BIO (Euro 6)    | CNG / BIO (Euro 6)    | CNG / BIO (Euro 6)    | CNG / BIO (Euro 6)    |
| Největší povolená hmotnost | Počet náprav          |                       |                       |                       |                       |                       |                       |                       |                       |                       |                       |                       |                       |                       |                       |                       |
| Největší povolená hmotnost | 2                     | 3                     | 4                     | 5 a více              | 2                     | 3                     | 4                     | 5 a více              | 2                     | 3                     | 4                     | 5 a více              | 2                     | 3                     | 4                     | 5 a více              |
| 3,5 – 7,5 t                | 0,036                 | 0,049                 | 0,062                 | 0,075                 | 0,028                 | 0,037                 | 0,047                 | 0,057                 | 0,024                 | 0,033                 | 0,042                 | 0,050                 | 0,022                 | 0,029                 | 0,037                 | 0,045                 |
| 7,5 – 12 t                 | 0,749                 | 1,006                 | 1,276                 | 1,550                 | 0,571                 | 0,767                 | 0,974                 | 1,182                 | 0,504                 | 0,677                 | 0,859                 | 1,043                 | 0,446                 | 0,600                 | 0,761                 | 0,924                 |
| > 12 t                     | 1,960                 | 2,633                 | 3,341                 | 4,044                 | 1,495                 | 2,008                 | 2,548                 | 3,082                 | 1,319                 | 1,772                 | 2,249                 | 2,718                 | 1,168                 | 1,570                 | 1,992                 | 2,406                 |

Vozidla kategorie M2 a M3 od 05:00 do 22:00 hodin
| Sazby mýtného (Kč/km)      | Sazby mýtného (Kč/km) | Sazby mýtného (Kč/km) | Sazby mýtného (Kč/km) | Sazby mýtného (Kč/km) | Sazby mýtného (Kč/km) | Sazby mýtného (Kč/km) | Sazby mýtného (Kč/km) | Sazby mýtného (Kč/km) |
| Největší povolená hmotnost | Emisní třída          | Emisní třída          | Emisní třída          | Emisní třída          | Emisní třída          | Emisní třída          | Emisní třída          | Emisní třída          |
| -------------------------- | --------------------- | --------------------- | --------------------- | --------------------- | --------------------- | --------------------- | --------------------- | --------------------- |
| Největší povolená hmotnost | Euro 0–4              | Euro 0–4              | Euro 5 a EEV          | Euro 5 a EEV          | Euro 6                | Euro 6                | CNG / BIO (Euro 6)    | CNG / BIO (Euro 6)    |
| Největší povolená hmotnost | Počet náprav          |                       |                       |                       |                       |                       |                       |                       |
| Největší povolená hmotnost | 2                     | 3 a více              | 2                     | 3 a více              | 2                     | 3 a více              | 2                     | 3 a více              |
| 3,5 – 7,5 t                | 0,032                 | 0,043                 | 0,025                 | 0,033                 | 0,022                 | 0,029                 | 0,019                 | 0,026                 |
| 7,5 – 12 t                 | 0,408                 | 0,549                 | 0,311                 | 0,417                 | 0,274                 | 0,368                 | 0,242                 | 0,325                 |
| > 12 t                     | 0,486                 | 0,653                 | 0,370                 | 0,497                 | 0,326                 | 0,438                 | 0,288                 | 0,387                 |

Vozidla kategorie M2 a M3 od 22:00 do 05:00 hodin
| Sazby mýtného (Kč/km)      | Sazby mýtného (Kč/km) | Sazby mýtného (Kč/km) | Sazby mýtného (Kč/km) | Sazby mýtného (Kč/km) | Sazby mýtného (Kč/km) | Sazby mýtného (Kč/km) | Sazby mýtného (Kč/km) | Sazby mýtného (Kč/km) |
| Největší povolená hmotnost | Emisní třída          | Emisní třída          | Emisní třída          | Emisní třída          | Emisní třída          | Emisní třída          | Emisní třída          | Emisní třída          |
| -------------------------- | --------------------- | --------------------- | --------------------- | --------------------- | --------------------- | --------------------- | --------------------- | --------------------- |
| Největší povolená hmotnost | Euro 0–4              | Euro 0–4              | Euro 5 a EEV          | Euro 5 a EEV          | Euro 6                | Euro 6                | CNG / BIO (Euro 6)    | CNG / BIO (Euro 6)    |
| Největší povolená hmotnost | Počet náprav          |                       |                       |                       |                       |                       |                       |                       |
| Největší povolená hmotnost | 2                     | 3 a více              | 2                     | 3 a více              | 2                     | 3 a více              | 2                     | 3 a více              |
| 3,5 – 7,5 t                | 0,033                 | 0,044                 | 0,025                 | 0,033                 | 0,022                 | 0,029                 | 0,019                 | 0,026                 |
| 7,5 – 12 t                 | 0,412                 | 0,553                 | 0,314                 | 0,422                 | 0,277                 | 0,372                 | 0,246                 | 0,330                 |
| > 12 t                     | 0,490                 | 0,658                 | 0,374                 | 0,502                 | 0,330                 | 0,443                 | 0,292                 | 0,392                 |

## Dálniční poplatky v Evropě

### Belgie
Dálniční poplatky v Belgii se vztahují na nákladní automobily nad 12 t. Tyto poplatky jsou hrazeny prostřednictvím systému Eurovignette. Od 1. 10. 2008 je tento systém dostupný přes internet.
V systému Eurovignette si řidič zakoupí tzv. e-známku, která je dostupná s kartou Eurotrafic na tzv. AGES points a čerpacích stanicích v Belgii, Lucembursku, Nizozemí, Dánsku, Francii, Anglii, Finsku, Německu a Švédsku. Je možné zvolit platnost E-známky na 1 den, 1 týden, 1 měsíc a 1 rok.
V Belgii je zpoplatněn pro ostatní dopravní prostředky tunel v Antverpách (Liefkenshoektunnel), výše mýta závisí na výšce vozidla: vozy s výškou menší než 2,75 m jsou zpoplatněny 5 Eur za 1 průjezd, vozidla vyšší platí 17 Eur za 1 průjezd.

### Bělorusko
Od 1. srpna 2013 se mýtné vybírá pomoci systému elektronického mýtného. Vztahuje se na všechny druhy motorových vozidel, s výjimkou osobních aut, zaregistrovávaných v Bělorusku, Ruské federaci a Kazachstánu.

### Bulharsko
V Bulharsku je průjezd dálnic umožněn pouze s platnou dálniční známkou. Pro osobní automobily jsou k zakoupení s platností 7 dní, měsíc a rok. Tzv. „vinětky“ je třeba zakoupit při vstupu do Bulharska, např. na kterékoliv benzinové pumpě, bez ohledu na to, jestli trasa vede po dálnici či nikoliv. Nejde tedy o klasický dálniční poplatek. Uhrazením sumy za příslušnou vinětku se hradí zároveň poplatek opravňující cestujícího vozidlem k používání jakékoliv silnice.
| Platnost | Druh vozidla     | Cena v €      | Cena v Kč             |
| -------- | ---------------- | ------------- | --------------------- |
| Roční    | Vozidlo do 3,5 t | 50 €          | 1 350 Kč              |
| Roční    | Vozidlo do 12 t  | 413 € – 537 € | 11 151 Kč – 14 499 Kč |
| Roční    | Vozidlo nad 12 t | 685 € – 891 € | 18 495 Kč – 24 057 Kč |
| Měsíční  | Vozidlo do 3,5 t | 15 €          | 405 Kč                |
| Měsíční  | Vozidlo do 12 t  | 41 € – 54 €   | 1 107 Kč – 1 458 Kč   |
| Měsíční  | Vozidlo nad 12 t | 69 € – 89 €   | 1 863 Kč – 2 403 Kč   |
| Týdenní  | Vozidlo do 3,5 t | 8 €           | 216 Kč                |
| Týdenní  | Vozidlo do 12 t  | 21 € – 27 €   | 567 Kč – 729 Kč       |
| Týdenní  | Vozidlo nad 12 t | 34 € – 45 €   | 918 Kč – 1 215 Kč     |
| Denní    | Vozidlo do 3,5 t | –             | –                     |
| Denní    | Vozidlo do 12 t  | 11 €          | 297 Kč                |
| Denní    | Vozidlo nad 12 t | 11 €          | 297 Kč                |

### Dánsko
V Dánsku není zpoplatněno používání dálnic. Mýtným jsou zpoplatněny pouze mosty Storebæl a Øresund.
Most přes Velký Belt (Storebælt) se nachází mezi ostrovy Fyn a Sjælland. Poplatky za jednotlivá vozidla se určují automaticky na základě výšky a délky vozidla. Most má jednu mýtnou bránu v Halsskovu. Častí uživatelé mohou využívat 5 % slevu, která je k dispozici se zařízením BroBizz.
Dalším zpoplatněným mostem je most přes Øresund mezi Dánskem a Švédskem. Tento most představuje spojení mezi Dánskem a Švédskem, tedy mezi Skandinávií a kontinentální Evropou. Propojuje oblasti Kodaně a Malmö. Je zde pouze jedna mýtní stanice umístěná v Lernakenu na švédské straně s 11 pruhy v každém směru. Devět pruhů je určeno pro placení kartami, dva pruhy pro elektronickou platbu mýtného pomocí BroBizz (viz též most přes Velký Belt).

### Francie
Dálniční poplatky se platí podle ujetých kilometrů, pro osobní automobily asi € 7,50 na 100 km.

### Chorvatsko

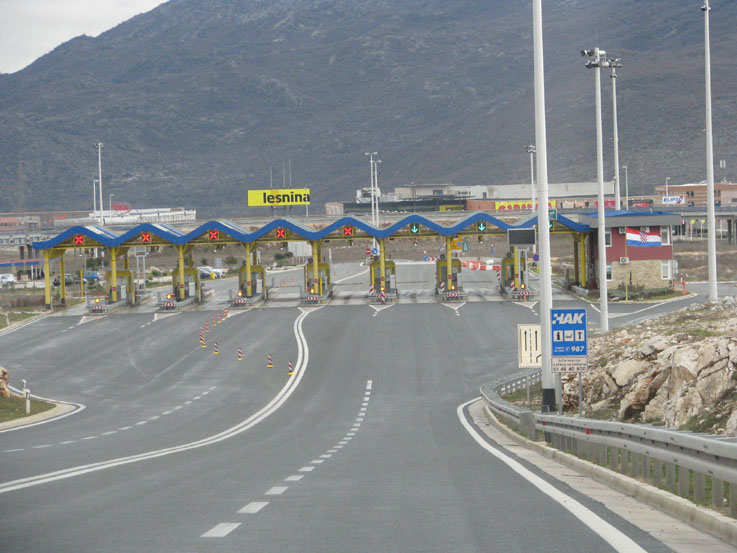
Chorvatská mýtná brána Dugopolje

Dálniční poplatky se platí podle ujetých kilometrů. Platí se v typických mýtných branách (cestarina), které se nacházejí na každém dálničním exitu. Je možné platit hotově chorvatskými kunami, nebo elektronicky pomocí speciální mýtné krabičky ENC (elektronička naplata cestarine).

### Itálie

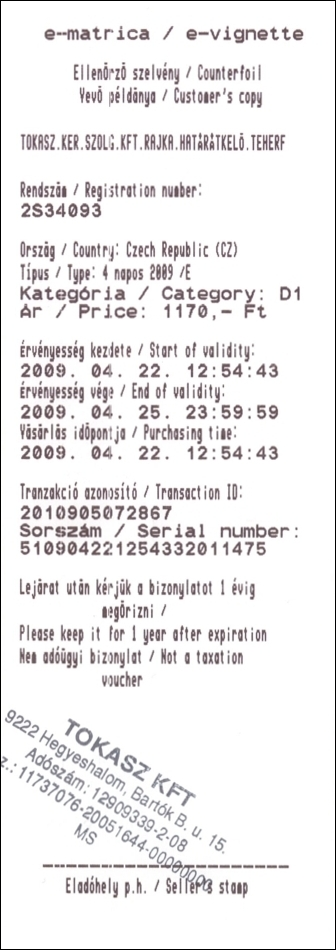
Doklad o zaplacení 4denního poplatku za užívání maďarských dálnic (2009)

Dálniční poplatky se platí podle ujetých kilometrů, pro osobní automobily přibližně € 5,40 na 100 km. Zpoplatněny nejsou některé obchvaty velkých měst a 443 km dlouhý jižní úsek dálnice A3.

### Maďarsko
V Maďarsku jsou zpoplatněny dálnice M1, M3, M5, M6 a M7. Je nutno zakoupit dálniční známku, je možné zakoupit i elektronicky pomocí SMS a platební karty nebo na stránkách.
| Platnost          | Druh vozidla                                         | Cena v HUF  | Cena v Kč    |
| ----------------- | ---------------------------------------------------- | ----------- | ------------ |
| Roční             | Auto do 3,5 t a 7 míst                               | 42 980 HUF  | 3 682,10 Kč  |
| Roční             | Nákladní auto nad 3,5 t a auto do 3,5 t a nad 7 míst | 42 980 HUF  | 3 682,10 Kč  |
| Roční             | Autobus                                              | 199 975 HUF | 17 131,90 Kč |
| Roční             | Přívěs pro nákladní auto a autobus                   | 42 980 HUF  | 3 682,10 Kč  |
| Měsíční           | Auto do 3,5 t a 7 míst                               | 4 780 HUF   | 409,50 Kč    |
| Měsíční           | Nákladní auto nad 3,5 t a auto do 3,5 t a nad 7 míst | 9 560 HUF   | 819 Kč       |
| Měsíční           | Autobus                                              | 21 975 HUF  | 1 882,60 Kč  |
| Měsíční           | Přívěs pro nákladní auto a autobus                   | 4 780 HUF   | 409,50 Kč    |
| Týdenní (9 denní) | Auto do 3,5 t a 7 míst                               | 2 975 HUF   | 254,90 Kč    |
| Týdenní (9 denní) | Nákladní auto nad 3,5 t a auto do 3,5 t a nad 7 míst | 5 950 HUF   | 509,70 Kč    |
| Týdenní (9 denní) | Autobus                                              | 13 385 HUF  | 1146,70 Kč   |
| Týdenní (9 denní) | Přívěs pro nákladní auto a autobus                   | 2 975 HUF   | 254,90 Kč    |

### Německo
Pro osobní automobily dálnice nejsou zpoplatněny, nákladní automobily platí elektronické mýtné. Od října roku 2020 by mělo být zpoplatněno mýtné i pro osobní automobily.

### Nizozemí
Uživatelské poplatky za dálnice se vztahují na nákladní automobily nad 12 t. V Nizozemí jsou tyto poplatky hrazeny prostřednictvím systému Eurovignette.
V Nizozemí se dálniční poplatky týkají tunelu Westerscheldetunnel. Kromě standardní výše poplatků zde pravidelní uživatelé mohou dostat slevu pomocí předplatného tzv. t-tag.

### Polsko
Na dálnicích A1, A2 a A4 se platí dálniční poplatky v mýtných branách podle ujetých kilometrů.

### Rakousko

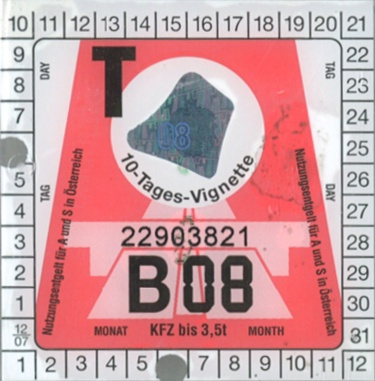
Rakouská 10denní dálniční známka (2008)

Pro osobní vozidla je nutno zakoupit dálniční známku. Na některých úsecích se platí poplatky – například Brennerský průsmyk (€ 9 za osobní automobil, ale není nutné mít dálniční známku), Taurský dálniční tunel a Katschberský tunel (€ 10 za osobní automobil za oba tunely), tunel Karavanky a další. Nákladní automobily platí elektronické mýtné.
| Platnost | Druh vozidla  | Cena v € | Cena v Kč  |
| -------- | ------------- | -------- | ---------- |
| Roční    | Motocykl      | 34,4 €   | 928,80 Kč  |
| Roční    | Auto do 3,5 t | 86,4 €   | 2332,80 Kč |
| 2měsíční | Motocykl      | 13 €     | 351 Kč     |
| 2měsíční | Auto do 3,5 t | 25,9 €   | 699,30 Kč  |
| 10denní  | Motocykl      | 5,1 €    | 137,70 Kč  |
| 10denní  | Auto do 3,5 t | 8,9 €    | 240,30 Kč  |

### Rumunsko
V Rumunsku si musí dálniční známku zakoupit osobní i nákladní vozidla. Prodávají se s 5 délkami platnosti: denní, týdenní, 30denní, 90denní, 12měsíční. 12měsíční se počítá od data prodeje, nikoliv pouze pro 1 kalendářní rok.
Známka je zapotřebí i pro použití silnic „národní sítě“ označených DN, které odpovídají zhruba silnicím 1. třídy v ČR. Bez známky lze použít jen okresní (obecní) silnice, které ale většinou začínají a končí na silnicích DN a proto nelze Rumunskem bez zakoupení známky projet.
| Platnost  | Druh vozidla           | Cena v € | Cena v Kč |
| --------- | ---------------------- | -------- | --------- |
| 12měsíční | Osobní auto            | 28 €     | 756 Kč    |
| 12měsíční | Nákladní auto do 3,5 t | 96 €     | 2 592 Kč  |
| 12měsíční | Nákladní auto do 7,5 t | 320 €    | 8 640 Kč  |
| 12měsíční | Nákladní auto do 12 t  | 560 €    | 15 120 Kč |
| 90denní   | Osobní auto            | 13 €     | 351 Kč    |
| 90denní   | Nákladní auto do 3,5 t | 36 €     | 972 Kč    |
| 90denní   | Nákladní auto do 7,5 t | 120 €    | 3 240 Kč  |
| 90denní   | Nákladní auto do 12 t  | 210 €    | 5 670 Kč  |
| 30denní   | Osobní auto            | 7 €      | 189 Kč    |
| 30denní   | Nákladní auto do 3,5 t | 16 €     | 432 Kč    |
| 30denní   | Nákladní auto do 7,5 t | 52 €     | 1 404 Kč  |
| 30denní   | Nákladní auto do 12 t  | 91 €     | 2 457 Kč  |
| Týdenní   | Osobní auto            | 3 €      | 81 Kč     |
| Týdenní   | Nákladní auto do 3,5 t | 6 €      | 162 Kč    |
| Týdenní   | Nákladní auto do 7,5 t | 20 €     | 540 Kč    |
| Týdenní   | Nákladní auto do 12 t  | 35 €     | 945 Kč    |
| Denní     | Osobní auto            | –        | –         |
| Denní     | Nákladní auto do 3,5 t | –        | –         |
| Denní     | Nákladní auto do 7,5 t | 4 €      | 108 Kč    |
| Denní     | Nákladní auto do 12 t  | 7 €      | 189 Kč    |

### Řecko
V Řecku se platí mýtné podle projetých úseků v mýtných branách. Jsou zpoplatněny pouze části dálničních úseků. O provoz dálnic a výběr mýtného se v Řecku stará cca 6 různých společností. Kromě dálničních poplatků je zpoplatněn přejezd mostu Charilaos Trikoupis (Rio–Antirio) € 13,20 a průjezd podmořského tunelu Aktio–Preveza € 3,00.

### Slovensko
Pro osobní vozidla i pro přípojné vozíky je nutno zakoupit dálniční známku. V roce 2016 byly na Slovensku zavedeny elektronické dálniční známky, které lze koupit online na internetu, nebo na benzínových pumpách. Motocykly klasické konstrukce dálniční známku mít nemusí. U nákladních vozidel nad 3,5 tuny od začátku roku 2010 nahradilo dálniční známku elektronické mýtné. Automatický sken registračních značek umožňuje snáze postihovat řidiče bez zaplaceného dálničního poplatku. Za jízdu bez zaplaceného poplatku hrozí pokuta až do výše 500 eur.
Stejně jako v ČR nejsou některé úseky dálnic a rychlostních silnic zpoplatněné a lze je použít i bez známky. Asi nejzajímavější je průjezd Bratislavou směrem k maďarským hranicím po dálnici D2 mezi výjezdy 55 (Bratislava–Lamač) a 71 (Bratislava–Jarovce).

#### Dálniční známky
Ceny za dálniční známky.
| Platnost | Cena v € |
| -------- | -------- |
| Roční    | 60 €     |
| 30denní  | 17 €     |
| 10denní  | 12 €     |

#### Mýto
Ceny za používání dálnic a silnic pro motorová vozidla.

##### Dálnice a rychlostní silnice
| Emisní třída         | Druh vozidla      | Počet náprav | Cena (€/km) | Cena (Kč/km) |
| -------------------- | ----------------- | ------------ | ----------- | ------------ |
| Euro 0 – Euro 2      | Nákladní do 12 t  | –            | 0,103 €     | 2,781 Kč     |
| Euro 0 – Euro 2      | Nákladní nad 12 t | 2            | 0,220 €     | 5,940 Kč     |
| Euro 0 – Euro 2      | Nákladní nad 12 t | 3            | 0,232 €     | 6,264 Kč     |
| Euro 0 – Euro 2      | Nákladní nad 12 t | 4            | 0,241 €     | 6,507 Kč     |
| Euro 0 – Euro 2      | Nákladní nad 12 t | 5            | 0,232 €     | 6,264 Kč     |
| Euro 0 – Euro 2      | Autobus do 12 t   | –            | 0,060 €     | 1,620 Kč     |
| Euro 0 – Euro 2      | Autobus nad 12 t  | –            | 0,110 €     | 2,970 Kč     |
| Euro 3 – Euro 4      | Nákladní do 12 t  | –            | 0,093 €     | 2,511 Kč     |
| Euro 3 – Euro 4      | Nákladní nad 12 t | 2            | 0,199 €     | 5,373 Kč     |
| Euro 3 – Euro 4      | Nákladní nad 12 t | 3            | 0,210 €     | 5,670 Kč     |
| Euro 3 – Euro 4      | Nákladní nad 12 t | 4            | 0,218 €     | 5,886 Kč     |
| Euro 3 – Euro 4      | Nákladní nad 12 t | 5            | 0,210 €     | 5,670 Kč     |
| Euro 3 – Euro 4      | Autobus do 12 t   | –            | 0,050 €     | 1,350 Kč     |
| Euro 3 – Euro 4      | Autobus nad 12 t  | –            | 0,100 €     | 2,700 Kč     |
| Euro 5 – Euro 6, EEV | Nákladní do 12 t  | –            | 0,080 €     | 2,160 Kč     |
| Euro 5 – Euro 6, EEV | Nákladní nad 12 t | 2            | 0,172 €     | 4,644 Kč     |
| Euro 5 – Euro 6, EEV | Nákladní nad 12 t | 3            | 0,181 €     | 4,887 Kč     |
| Euro 5 – Euro 6, EEV | Nákladní nad 12 t | 4            | 0,188 €     | 5,076 Kč     |
| Euro 5 – Euro 6, EEV | Nákladní nad 12 t | 5            | 0,181 €     | 4,887 Kč     |
| Euro 5 – Euro 6, EEV | Autobus do 12 t   | –            | 0,030 €     | 0,810 Kč     |
| Euro 5 – Euro 6, EEV | Autobus nad 12 t  | –            | 0,060 €     | 1,620 Kč     |

##### Silnice I. třídy
Na silnicích I. třídy se cena mýtného u nákladních automobilů shoduje s cenou na dálnicích.
| Emisní třída         | Druh vozidla     | Cena (€/km) | Cena (Kč/km) |
| -------------------- | ---------------- | ----------- | ------------ |
| Euro 0 – Euro 2      | Autobus do 12 t  | 0,040 €     | 1,080 Kč     |
| Euro 0 – Euro 2      | Autobus nad 12 t | 0,080 €     | 2,160 Kč     |
| Euro 3 – Euro 4      | Autobus do 12 t  | 0,030 €     | 0,810 Kč     |
| Euro 3 – Euro 4      | Autobus nad 12 t | 0,070 €     | 1,890 Kč     |
| Euro 5 – Euro 6, EEV | Autobus do 12 t  | 0,020 €     | 0,540 Kč     |
| Euro 5 – Euro 6, EEV | Autobus nad 12 t | 0,040 €     | 1,080 Kč     |

### Slovinsko
Pro osobní vozidla je nutno zakoupit dálniční známku. Pro vozidla nad 3,5 t se platí mýtné
| Platnost | Druh vozidla                               | Cena v € | Cena v Kč |
| -------- | ------------------------------------------ | -------- | --------- |
| Roční    | Motocykl                                   | 55 €     | 1 485 Kč  |
| Roční    | Auto do 3,5 t a do 1,3 m nad 1. nápravou   | 110 €    | 2 970 Kč  |
| Roční    | Auto do 3,5 t a přes 1,3 m nad 1. nápravou | 220 €    | 5 940 Kč  |
| 6měsíční | Motocykl                                   | 30 €     | 810 Kč    |
| 6měsíční | Auto do 3,5 t a do 1,3 m nad 1. nápravou   | –        | –         |
| 6měsíční | Auto do 3,5 t a přes 1,3 m nad 1. nápravou | –        | –         |
| Měsíční  | Motocykl                                   | –        | –         |
| Měsíční  | Auto do 3,5 t a do 1,3 m nad 1. nápravou   | 30 €     | 810 Kč    |
| Měsíční  | Auto do 3,5 t a přes 1,3 m nad 1. nápravou | 60 €     | 1 620 Kč  |
| Týdenní  | Motocykl                                   | 7,5 €    | 202,50 Kč |
| Týdenní  | Auto do 3,5 t a do 1,3 m nad 1. nápravou   | 15 €     | 405 Kč    |
| Týdenní  | Auto do 3,5 t a přes 1,3 m nad 1. nápravou | 30 €     | 810 Kč    |

### Španělsko

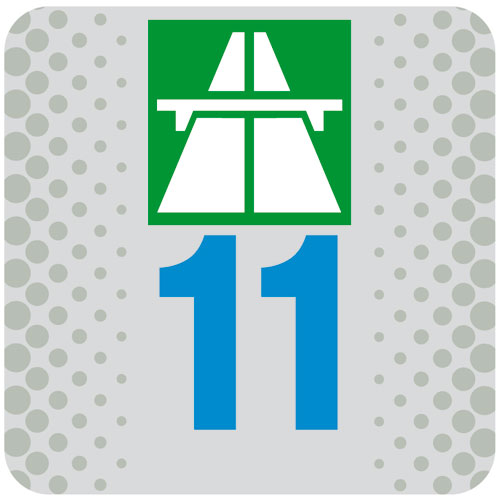
Švýcarská dálniční známka (2011)

Dálniční poplatky se platí v mýtných branách podle ujetých kilometrů. Orientační cena pro osobní automobil je 9,5 EUR/100 km. Zpoplatněny jsou většinou dálnice třídy autopista. Většina dálničních úseků kategorizovaných jako autovía je nezpoplatněná.

### Švýcarsko
Zahraničním nákladním vozidlům je ve Švýcarku při průjezdu hranicemi odečten tachometr, z čehož se při průjezdu ze země spočítá výše mýtného. Pro osobní vozidla je nutno zakoupit dálniční známku. Lze koupit jen roční dálniční známka, která stojí 40 CHF (asi 1000 Kč).

### Srbsko
Zpoplatněn průjezd přes dálniční úseky dle ujetých kilometrů. Průměrná cena € 4,50/100 km.